# Nuoto ai campionati europei di nuoto 2020 - 800 metri stile libero femminili
La specialità degli 800 metri stile libero femminili dei campionati europei di nuoto 2020 si è svolta il 17 e 18 maggio 2021 presso la Duna Aréna di Budapest, in Ungheria.

## Podio
| Pos.    | Atleta                   | Nazione |
| ------- | ------------------------ | ------- |
| Oro     | Simona Quadarella        | Italia  |
| Argento | Anastasiya Kirpichnikova | Russia  |
| Bronzo  | Anna Egorova             | Russia  |

## Record
Prima della manifestazione il record del mondo (RM), il record europeo (EU) e il record dei campionati (RC) erano i seguenti.
|  | 8'04"79 | Katie Ledecky     | 12 agosto 2016 Rio de Janeiro |
|  | 8'14"10 | Rebecca Adlington | 16 agosto 2008 Berlino        |
|  | 8'15"54 | Jazmin Carlin     | 21 agosto 2014 Berlino        |

## Risultati

### Batterie
| Pos. | Batteria | Corsia | Atleta                   | Nazionalità   | Tempo   | Note |
| ---- | -------- | ------ | ------------------------ | ------------- | ------- | ---- |
| 1    | 3        | 4      | Simona Quadarella        | Italia        | 8'26"73 | Q    |
| 2    | 3        | 5      | Martina Caramignoli      | Italia        | 8'31"83 | Q    |
| 3    | 3        | 6      | Jimena Pérez             | Spagna        | 8'33"34 | Q    |
| 4    | 2        | 4      | Anastasiya Kirpichnikova | Russia        | 8'33"50 | Q    |
| 5    | 2        | 3      | Julia Hassler            | Liechtenstein | 8'34"18 | Q    |
| 6    | 2        | 5      | Ajna Késely              | Ungheria      | 8'35"71 | Q    |
| 7    | 3        | 3      | Anna Egorova             | Russia        | 8'35"88 | Q    |
| 8    | 2        | 7      | María de Valdés          | Spagna        | 8'36"92 | Q    |
| 9    | 2        | 6      | Marlene Kahler           | Austria       | 8'37"11 |      |
| 10   | 3        | 7      | Tamila Holub             | Portogallo    | 8'41"91 |      |
| 11   | 2        | 2      | Diana Durães             | Portogallo    | 8'44"81 |      |
| 12   | 3        | 9      | Imani de Jong            | Paesi Bassi   | 8'48"02 |      |
| 13   | 3        | 2      | Beril Böcekler           | Turchia       | 8'49"57 |      |
| 14   | 2        | 1      | Bettina Fábián           | Ungheria      | 8'51"41 |      |
| 15   | 3        | 1      | Daša Tušek               | Slovenia      | 8'53"44 |      |
| 16   | 2        | 0      | Matea Sumajstorčić       | Croazia       | 8'55"63 |      |
| 17   | 1        | 5      | Arianna Valloni          | San Marino    | 8'56"15 |      |
| 18   | 2        | 9      | Klara Bošnjak            | Croazia       | 8'57"70 |      |
| 19   | 1        | 4      | Klaudia Tarasiewicz      | Polonia       | 8'57"71 |      |
| 20   | 3        | 0      | Kincső Gal               | Ungheria      | 9'00"02 |      |
| 21   | 1        | 6      | Johanna Enkner           | Austria       | 9'01"07 |      |
| 22   | 2        | 8      | Malene Rypestøl          | Norvegia      | 9'02"08 |      |
| 23   | 1        | 3      | Ece Tanrıverdi           | Turchia       | 9'04"92 |      |
| 24   | 3        | 8      | Luca Vas                 | Ungheria      | 9'05"39 |      |
| 25   | 1        | 2      | Nika Špehar              | Croazia       | 9'07"23 |      |
| 26   | 1        | 7      | Iva Hrsto                | Croazia       | 9'10"88 |      |
| 27   | 1        | 1      | Fatima Alkaramova        | Azerbaigian   | 9'14"91 |      |
| 28   | 1        | 8      | Katie Rock               | Albania       | 9'54"60 |      |

### Finale
| Pos.    | Corsia | Atleta                   | Nazionalità   | Tempo   | Note |
| ------- | ------ | ------------------------ | ------------- | ------- | ---- |
| Oro     | 4      | Simona Quadarella        | Italia        | 8'20"23 |      |
| Argento | 6      | Anastasiya Kirpichnikova | Russia        | 8'21"86 |      |
| Bronzo  | 1      | Anna Egorova             | Russia        | 8'26"56 |      |
| 4       | 7      | Ajna Késely              | Ungheria      | 8'27"31 |      |
| 5       | 5      | Martina Caramignoli      | Italia        | 8'29"81 |      |
| 6       | 2      | Julia Hassler            | Liechtenstein | 8'32"17 |      |
| 7       | 3      | Jimena Pérez             | Spagna        | 8'33"14 |      |
| 8       | 8      | María de Valdés          | Spagna        | 8'33"90 |      |